# Casa Pericas
La Casa Pericas és un edifici situat a l'Avinguda Diagonal i el carrer de Còrsega
de Barcelona, inclòs a l'Inventari del Patrimoni Arquitectònic de Catalunya.

## Història
Va ser projectada el 1919 per l'arquitecte Josep Maria Pericas com a residència familiar.

## Descripció
Es tracta d'un edifici d'habitatges que presenta tres façanes articulades mitjançant dues tribunes cilíndriques. Consta de planta baixa, entresòl, principal i pisos més, tot cobert per un terrat pla transitable. Les seves obertures s'organitzen en cinc trams horitzontals separats per impostes.
El tram inferior comprèn la planta baixa i l'entresòl amb parament carreuat de pedra. La planta baixa presentà el portal d'accés a l'angle dret de la façana encarada al carrer diagonal, amb un emmarcat portal d'arc de mig punt tancat per una ornamentada porta de ferro. Aquest accés dona pas a una zona de vestíbul i a un celobert central en el qual s'hi localitza l'escala de veïns. La resta d'obertures, corresponent a la zona comercial (en aquest cas un banc), presenten emmarcaments de columnes classicistes.
Al segon tram s'ubica el pis principal, on destaquen les balustrades de pedra dels balcons i el seu emmarcament esculpit.
El tercer tram presenta les següents quatre plantes, amb un parament cobert per un esgrafiat que recorda el carreuat de pedra. També hi ha alguns plafons, també esgrafiats, de decoració figurada i temàtica bucòlica. Les obertures estan solucionades amb finestres i balcons amb tancament de ferro forjat i ornamentació esgrafiada a la seva base i emmarcaments.
El tram final compren una galeria correguda amb petites finestres amb arc de mig punt coronat per una sanefa esgrafiada, tot coronat per un potent ràfec que sobresurt de la línia de façana i el terrat pla tancat per una balustrada. Cal destacar les dues tribunes situades a les cantonades i que donen continuïtat a la façana, evitant angles vius. Aquestes fan recordar l'expressionisme alemany i estan rematades per un capcer ondulat.